# Атомная единица массы
А́томная едини́ца ма́ссы (русское обозначение: а. е. м.; международное: u), она же дальто́н (русское обозначение: Да, международное: Da), она же углеро́дная едини́ца — внесистемная единица массы, применяемая для масс молекул, атомов, атомных ядер и элементарных частиц. Атомная единица массы определяется как 1⁄12 массы свободного покоящегося атома углерода 12C, находящегося в основном состоянии.
Атомная единица массы не является единицей Международной системы единиц (СИ), но Международный комитет мер и весов относит её к единицам, допустимым к применению наравне с единицами СИ. В Российской Федерации она допущена для использования в качестве внесистемной единицы без ограничения срока действия допуска с областью применения «атомная физика». В соответствии с ГОСТ 8.417-2002 и «Положением о единицах величин, допускаемых к применению в Российской Федерации», наименование и обозначение единицы «атомная единица массы» не допускается применять с дольными и кратными приставками СИ. Однако дольные и кратные единицы допустимы для использования с синонимичным названием единицы «дальтон»; например, массы биологических макромолекул часто выражаются в килодальтонах (кДа) и мегадальтонах (МДа), а чувствительность масс-спектрометрической аппаратуры может выражаться в миллидальтонах (мДа) и микродальтонах (мкДа).
Рекомендована к применению ИЮПАП в 1960 и ИЮПАК в 1961 годах. Официально рекомендованными являются англоязычные термины atomic mass unit (a. m. u.) и более точный unified atomic mass unit (u. a. m. u.) — «универсальная атомная единица массы»; в русскоязычных научных и технических источниках последний употребляется реже.

## Численное значение
Рекомендованное Комитетом по данным для науки и техники значение а. е. м. на основании данных 2022 года:
1 а. е. м. = 1,660 539 068 92(52)⋅10−27 кг.
1 а. е. м., выраженная в граммах, численно практически равна обратному числу Авогадро (более того, до изменения определения моля через фиксацию числа Авогадро равенство было точным), то есть 1/NA, выраженному в моль−1. Молярная масса определённого вещества, выраженная в граммах на моль, численно совпадает с массой молекулы этого вещества, выраженной в а. е. м.
Поскольку массы элементарных частиц обычно выражаются в электронвольтах, важным является переводной коэффициент между эВ и а. е. м.:
1 а. е. м. = 0,931 494 103 72(29) ГэВ/c2;
1 ГэВ/c2 = 1,073 544 100 83(33) а. е. м.
Здесь c — скорость света.

## История
Понятие атомной массы ввёл Джон Дальтон в 1803 году, единицей измерения атомной массы сначала служила масса атома водорода (так называемая водородная шкала). В 1818 году Берцелиус опубликовал таблицу атомных масс, отнесённых к атомной массе кислорода, принятой равной 103. Система атомных масс Берцелиуса господствовала до 1860-х годов, когда химики опять приняли водородную шкалу. Но в 1906 году они перешли на кислородную шкалу, по которой за единицу атомной массы принимали 1⁄16 часть атомной массы кислорода. После открытия изотопов кислорода (16O, 17O, 18O) атомные массы стали указывать по двум шкалам: химической, в основе которой лежала 1⁄16 часть средней массы атома природного кислорода, и физической с единицей массы, равной 1⁄16 массы атома нуклида 16O. Использование двух шкал имело ряд недостатков, поэтому в 1960 году сначала X Генеральная ассамблея Международного союза теоретической и прикладной физики (ИЮПАП), а в 1961 году и конгресс Международного союза теоретической и прикладной химии (ИЮПАК) приняли углеродную шкалу.

## Кратные и дольные единицы
| Кратные                                                                                                | Кратные       | Кратные     | Кратные     | Дольные  | Дольные       | Дольные     | Дольные     |
| величина                                                                                               | название      | обозначение | обозначение | величина | название      | обозначение | обозначение |
| --- | ------------- | ----------- | ----------- | -------- | ------------- | ----------- | ----------- |
| 101 Да                                                                                                 | декадальтон   | даДа        | daDa        | 10−1 Да  | децидальтон   | дДа         | dDa         |
| 102 Да                                                                                                 | гектодальтон  | гДа         | hDa         | 10−2 Да  | сантидальтон  | сДа         | cDa         |
| 103 Да                                                                                                 | килодальтон   | кДа         | kDa         | 10−3 Да  | миллидальтон  | мДа         | mDa         |
| 106 Да                                                                                                 | мегадальтон   | МДа         | MDa         | 10−6 Да  | микродальтон  | мкДа        | µDa         |
| 109 Да                                                                                                 | гигадальтон   | ГДа         | GDa         | 10−9 Да  | нанодальтон   | нДа         | nDa         |
| 1012 Да                                                                                                | терадальтон   | ТДа         | TDa         | 10−12 Да | пикодальтон   | пДа         | pDa         |
| 1015 Да                                                                                                | петадальтон   | ПДа         | PDa         | 10−15 Да | фемтодальтон  | фДа         | fDa         |
| 1018 Да                                                                                                | эксадальтон   | ЭДа         | EDa         | 10−18 Да | аттодальтон   | аДа         | aDa         |
| 1021 Да                                                                                                | зеттадальтон  | ЗДа         | ZDa         | 10−21 Да | зептодальтон  | зДа         | zDa         |
| 1024 Да                                                                                                | йоттадальтон  | ИДа         | YDa         | 10−24 Да | иоктодальтон  | иДа         | yDa         |
| 1027 Да                                                                                                | роннадальтон  | РнДа        | RDa         | 10−27 Да | ронтодальтон  | рнДа        | rDa         |
| 1030 Да                                                                                                | кветтадальтон | КвДа        | QDa         | 10−30 Да | квектодальтон | квДа        | qDa         |
| рекомендовано к применению применять не рекомендуется не применяются или редко применяются на практике |               |             |             |          |               |             |             |